# 圣于连 (科多尔省)
圣于连（法語：Saint-Julien，法語發音：[sɛ̃ ʒyljɛ̃] ⓘ）是法国科多尔省的一个市镇，位于该省东北部，属于第戎区。

## 地名
法语人名“Julien”在日常人名译名以及《世界人名翻譯大辭典》、《法语姓名译名手册》等主流人名译名类书籍资料中译作“朱利安”，不过在《世界地名翻译大辞典》、《世界地名译名词典》和《法国地图册》等主流地名译名类书籍资料中译作“于连”。

## 地理
圣于连（47°24'3"N, 5°8'36"E）面积16.43 平方千米，位于法国勃艮第-弗朗什-孔泰大區科多尔省，该省份为法国中东部省份，北起奥布省，西接涅夫勒省和约讷省，南至索恩-卢瓦尔省，东南接汝拉省，东临上索恩省，东北部与上马恩省接壤。
与圣于连接壤的市镇（或旧市镇、城区）包括：弗拉塞、瓦鲁瓦和谢尼奥、奥尔热、阿尔索、布勒蒂尼、布罗尼翁、克莱奈、斯普瓦。
圣于连的时区为UTC+01:00、UTC+02:00（夏令时）。

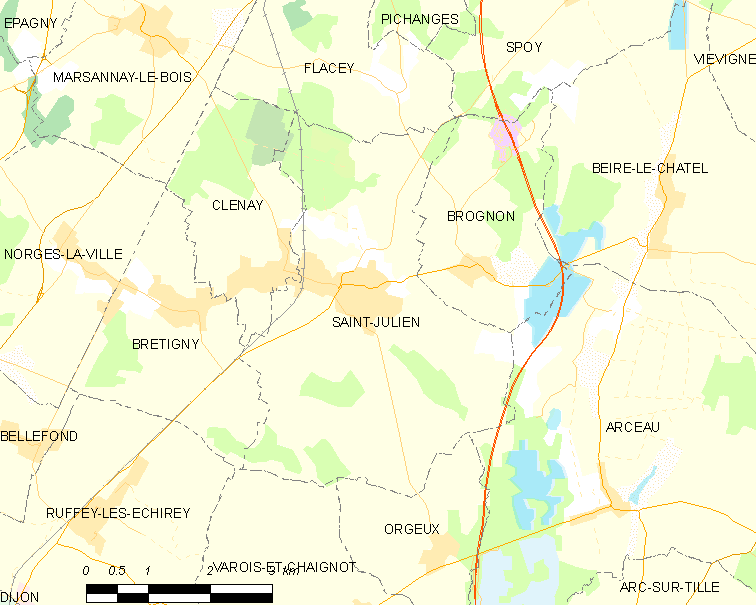
圣于连的OSM定位图

## 行政
圣于连的邮政编码为21490，INSEE市镇编码为21555。

## 政治
圣于连所属的省级选区为方丹莱第戎县。

## 人口

1962-2008年间圣于连人口变化图示

圣于连于2022年1月1日时的人口数量为1749人。